# Gangaikondan
Gangaikondan é uma panchayat (vila) no distrito de Cuddalore, no estado indiano de Tamil Nadu.

## Geografia
Gangaikondan está localizada a 8° 51′ N, 77° 47′ L. Tem uma altitude média de 47 metros (154 pés).

## Demografia
Segundo o censo de 2001,  Gangaikondan  tinha uma população de 10,254 habitantes. Os indivíduos do sexo masculino constituem 52% da população e os do sexo feminino 48%. Gangaikondan tem uma taxa de literacia de 73%, superior à média nacional de 59.5%: a literacia no sexo masculino é de 81% e no sexo feminino é de 65%. Em Gangaikondan, 13% da população está abaixo dos 6 anos de idade.